# Carl von Burk

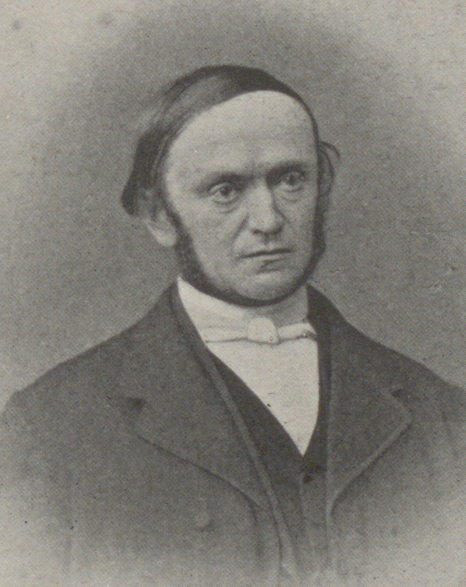
Carl von Burk

Carl (Karl) Burk, ab 1879 von Burk (* 19. Mai 1827 in Frauenzimmern; † 1. Oktober 1904 in Stuttgart), war ein evangelisch-lutherischer Theologe und Prälat.

## Leben
Der Pfarrerssohn Carl Burk studierte Theologie in Tübingen. Im Anschluss an sein Studium war er Repetent am Evangelischen Stift. Von 1852 bis 1862 arbeitete er als Diakon und Lehrer in Weikersheim. Danach war er Pfarrer und Bezirksschuldirektor in Schwäbisch Hall. 1867 wurde er Dekan in Crailsheim, wo er bis 1870 blieb. Anschließend ging er noch einmal für kurze Zeit in den Schuldienst nach Esslingen. Ab 1873 war er in Stuttgart Oberkonsistorialrat für Lehrerseminare und -bildung und ab 1879 Prälat und Prediger an der Stiftskirche.
1872 gründete er die Evangelisch-Lutherische Konferenz für Württemberg, die er bis 1903 leitete und die er mit Gebhard von Mehring und Karl von Lechler entscheidend prägte. 1898 wurde er zum Präsidenten der Eisenacher Kirchenkonferenz gewählt.

## Schriften (Auswahl)
- Martin Luther, Stuttgart 1883
- Evangelien-Predigten auf alle Sonn- und Festtage des Kirchenjahres, Stuttgart 1883
- Was haben wir an unseren Bekenntnisschriften? Vortrag, Stuttgart 1885
- Geschichte der christlichen Kirche bis zu ihrer Pflanzung auf deutschem Boden, Stuttgart 1885
- Das apostolische Glaubensbekenntnis. Vortrag, Stuttgart 1893